# 拓跋新成
拓跋 新成（たくばつ しんせい、生年不詳 - 470年）は、北魏の皇族。陽平幽王。

## 経歴
拓跋晃と袁椒房のあいだの子として生まれた。
457年（太安3年）5月、陽平王に封じられた、征西大将軍の位を受けた。
460年（和平元年）6月、統万・高平の諸軍を率いて南道を出て、吐谷渾の拾寅を討った。後に内都大官となった。
470年（皇興4年）12月、死去した。諡は幽といった。

## 家族

### 妻
- 李氏
- 雷氏

### 子
- 元頤
- 元衍
- 元振
- 元匡
- 元颺
- 元欽

## 伝記資料
- 『魏書』巻19上 列伝第7上
- 『北史』巻17 列伝第5